# Plantation sur sol inversé
La plantation sur sol inversé (soil inversion ou topsoil inversion pour les anglophones) est une technique de plantation et de restauration de la strate herbacée inspirée du labour, mais visant d'autres objectifs finaux :
- appauvrir le sol superficiel (en azote et en phosphore)
- y restaurer la biodiversité et ses fonctions
- restaurer des paysages de grande valeur aménitaire.

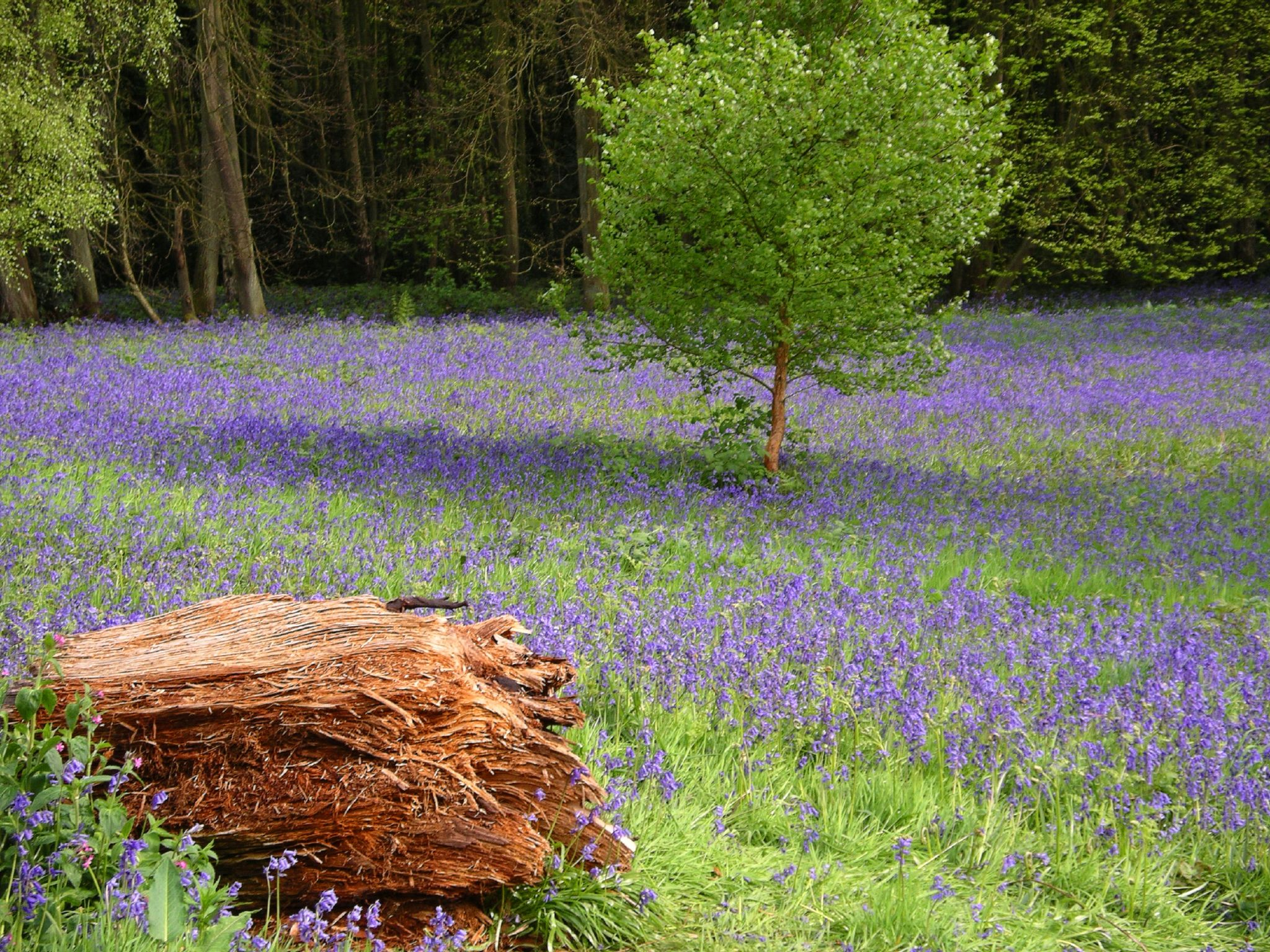
Cette jacinthe est l'une des plantes qu'on cherche à réintroduire dans certains boisements au Royaume-Uni, dont par semis sur sol inversé.

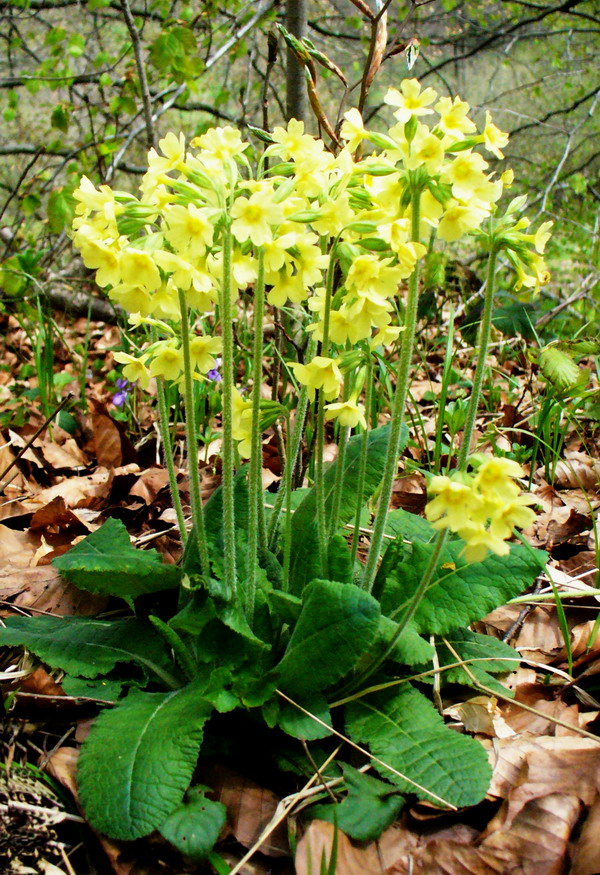
La primevère, plante à floraison précoce adaptée aux sous-bois des feuillus a également été semée en sous-bois au Royaume-Uni.

Bien qu'aussi utilisée dans certaines formes d'agriculture, cette technique a surtout (au Royaume-Uni notamment) été utilisée comme outil de gestion restauratoire de milieux dans le cadre d'un plan de restauration d'une espèce ou d'un groupe d'espèces et/ou de paysages ; environ 35 projets de prairies fleuries et  « Forêts fleuries » sont réalisés ou en cours de réalisation en 2008, visant à accroître la beauté et la biodiversité, y compris de forêts nouvelles localement restaurées par diverses techniques de conservation par exemple). Dans ce cas des plantes forestières à bulbes ou des primevères sauvages peuvent faire partie des plantes réintroduites.
Comme pour le labour qu'elle utilise, c'est une technique qui demande des moyens lourds et qui impose de passer par un premier stade de destruction de la couche superficielle du sol, et donc de la strate herbacée si elle existe.
Les premiers retours d'expériences montrent qu'elle est très efficace, au moins à moyen terme. 
Selon ses promoteurs, elle peut localement produire des sylvicultures plus résilientes et plus riches en biodiversité et aux arbres poussant plus rapidement (au moins les premières décennies).
À la différence du labour classique ;
- le retournement n'est pas annuel ; il ne se fait qu'une fois (ou de manière très espacée dans le temps s'il est nécessaire de retourner une zone qui s'est à nouveau trop eutrophisée) ;
- L'objectif n'est généralement pas agricole, agronomique ou de productivité. Le retournement complet du sol vise dans les expériences anglaises à restaurer une strate herbacée riche en biodiversité (bien qu'une jachère de moyenne durée à vocation paysagère soit envisageable) ;
- le procédé est complet quand la couche riche superficielle a été retournée et enfouie sous une couche de sol très pauvre qui favorisera les espèces pionnières végétales particulièrement productrices de fleurs et de pollen, ainsi que certains invertébrés pionniers également (ex. : Lepthyphantes tenuis et Meioneta rurestris[2]), deux petites araignées pionnières typiques des sols perturbés.

## Principe général

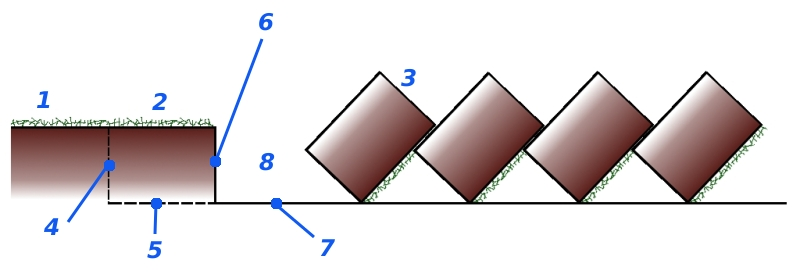
Principe du labour profond : inverser les couches du sol naturels
1. Guéret (terrain non labouré)
2. bande en cours de détachement
3. Bandes retournées
4. Coupe verticale
5. Coupe horizontale
6. Muraille
7. Fond de raie
8. Sillon

Les sols des zones peuplées et cultivées ont reçu de telles quantités d'engrais que les zones oligotrophes ont presque disparu et que des phénomènes d'eutrophisation voire de dystrophisation ont presque partout surfavorisé quelques espèces banales de plantes nitrophiles ou pullulant sur les sols enrichis en phosphore (orties, gaillet, chardons et certaines graminées notamment) ; L'azote d'origine anthropique eutrophise presque tous les sols, y compris passivement via les pluies et le ruissellement ou la capillarité et de phosphore.
En inversant les couches du sol sur une grande surface, on remonte en surface la couche la plus pauvre du sol qui va favoriser les plantes à fleurs qui ne pouvaient plus s'exprimer sur le sol eutrophié car ce dernier favorise un petit nombre des plantes à croissance rapide qui étouffent rapidement les autres.
Le labour enfouit les œufs ou larves de limaces, escargots et propagules d'autres invertébrés herbivores ou micromammifères rongeurs qui auraient sans cela limité la croissance de nombreuses plantules issues du semi ou d'une régénération naturelle.
La couche riche en matière organique, profondément enfouie constituera une réserve de nutriments et pourrait présenter un intérêt en point de vue de la lutte contre l'effet de serre (en tant que puits de carbone)[réf. nécessaire] ; 
Les racines des jeunes arbres ne trouvant que peu de nutriments en surface et un sol riche en profondeur s'ancreront plus rapidement et plus profondément, produisant un boisement a priori plus résilient, notamment face aux sécheresses et aux pathologies qu'elles induisent.

## Technique
Le sol, éventuellement préalablement débarrassé des arbres et souches s'il y en a, est préalablement préparé par un retournement complet du sol par un labour très profond effectué en Angleterre grâce à une charrue spéciale à soc très profond dite bovlund ,,, importée du Danemark). Les tests faits dans le comté de Merseyside et dans une trentaine d'endroits du Royaume-Uni (état 2008) ont confirmé que sur de grandes surfaces et si le sol est épais, et dans tous les cas avec une charrue « bovlund », un tracteur puissant est nécessaire. Le soc de cette charrue (ou un matériel approprié de type charrue à grands disques) tranche le sol en grandes mottes qui sont retournées, mettant au jour une couche provenant ou sol profond, plus pauvre, dénuée de graines (il n'y aura donc aucune concurrence pour le semis) et généralement caractérisée par une couleur plus claire.
S'il y a une semelle de labour et que l'on souhaite ensuite planter des arbres ou qu'une forêt s'y développe spontanément, et qu'on ne dispose pas de charrue à soc profond un sous-solage préalable est recommandé pour permettre aux racines de s'ancrer plus profondément et pour faciliter la circulation verticale de l'eau. Le meilleur résultat ne peut toutefois être obtenu qu'avec un labour très profond.
Un griffage du sol suit généralement pour homogénéiser le substrat.
En forêt jeune ou déjà densément arborée, dans les zones ouvertes, des graines adaptées aux clairières sont à retenir pour les grandes zones ouvertes, et celles de plantes de lisières pour le semis sous les arbres (Compagnon rouge, Jacinthe des bois ont par exemple été semés en forêt au Royaume-Uni.
La jacinthe sauvage parait commune dans ce pays, mais l'espèce véritablement autochtone est devenue rare dans toute l'Angleterre, concurrencée une espèce introduite au XVIIe siècle (H. hispanica). La disparition des clairières en forêt et la densification de certains boisements ne permettent plus à ces fleurs de pousser. Des graines de la jacinthe autochtone en ont été collectées (avec autorisation) dans le nord du pays de Galles et de Runcorn et mises en culture ; elles ont permis de créer de nouvelles clairières à jacinthes (« bluebell glades »)  autour de Merseyside dans le cadre d'un plan national de restauration de la jacinthe.
En contexte pluvieux ou venteux et sec, ce nouveau sol doit immédiatement être protégé de l'érosion (sous une couche de paille (de blé, orge, riz, par exemple) et par un semis rapide de plantes qui couvriront le sol en le stabilisant). Conserver des bandes enherbées non retournées dans ce contexte diminue la capacité des plantes pionnières à produire de vastes espaces fleuris, mais protégera le sol retourné des coulées de boue et autres phénomènes érosifs.
Une fine couche de bois raméal fragmenté (BRF) pourrait théoriquement aussi protéger un sol fragile et accélérer la restauration d'une strate herbacées, mais ceci ne semble pas encore avoir été expérimenté.

## Domaines d'application
La méthode a été utilisée en agriculture, dont en zone sèche en Inde notamment, pour des céréales dont le riz, avec des rendements très améliorés. Elle est aussi utilisée dans certaines formes de sylviculture (création de boisement sur sol agricole ou de type prairial) ou pour préparer des travaux paysagers de type restauration ou création de prairies fleuries.

## Avantages et inconvénients
Ils sont encore mal mesurés en raison de la jeunesse des premiers paysages et biotopes ainsi constitués.
Les éléments azotés du sol se retrouvant en profondeur, ils minéralisent en nitrates qui sont facilement transportés par l'eau. L'effet est donc que le problème de l'excès d'azote n'est nullement réglé, mais déplacé.
Contrairement à la fauche avec exportation ou à une gestion par pâturage extensif, ou même à un scrappage de surface, cette méthode nécessite une phase radicale de destruction du paysage et du biotope existant. Mais elle offre des résultats remarquables quand l'objectif est de restaurer une strate herbacée fleurie.
La méthode, si elle est appliquée à une grande surface, nécessite de gros efforts et beaucoup de main-d'œuvre si le sol doit être retourné à la main (dans les pays pauvres par exemple). Sinon, elle nécessite des moyens techniques lourds (charrue à grands socs, puissant tracteur).
L'inversion de sols présente cependant un avantage qui semble décisif dans le cas où l'on veut créer ou restaurer un boisement à sous-bois fleuri et riche en biodiversité.
Il existe un effet pervers possible si l'opérateur n'assure pas la provenance locale et une diversité génétique des graines d'herbacées ou des plants d'arbres (il s'agit souvent de clones ou de plants de provenance certifiées génétiquement homogènes). Cette méthode peut alors contribuer à appauvrir la biodiversité locale et fonctionnelle. Il est donc recommandé de préparer l'opération plusieurs années avant le retournement, avec une pépinière d'essences locales (à créer si elle n'existe pas), ou une récolte de graines d'herbacées de provenance locale et génétiquement diversifiées et provenant de plantes bien adaptées aux conditions géostationnelles du lieu tel qu'il sera après retournement (sol superficiel devenu ou redevenu pauvre).

## Limites
Bien que l'on manque d'information sur ce qui se passe effectivement en profondeur dans le sol dans ce cas ; par précaution en raison de possibles phénomènes écotoxiques induit par l'anoxie des zones profondes, l'inversion de sol devrait être évitée dans les dépressions humides utilisées comme champs captants ou juste autour de mares où les animaux vont boire.
La plantation sur sol inversé s'appauvrira probablement plus rapidement si elle est située juste en aval de zones très eutrophes, qui risquent par le ruissellement de rapidement réenrichir la zone en nutriments. Dans ce cas une bande enherbée plantée comme zone-tampon pourrait limiter cet effet
La méthode est inadaptée aux sols en forte pente, le labour les rendant très vulnérables à l'érosion. Sur les pentes moyennes, une structure en terrasse est toutefois possible, mais ces sols sont généralement naturellement propices à la biodiversité, car n'ayant jamais été labourés ou trop enrichis en nutriments.
Pour une grande richesse en biodiversité et une bonne diversité génétique, il faut aussi la proximité de « zones-sources » (par exemple une réserve naturelle proche ou une forêt ancienne ou un milieu écologiquement riche) et si possible un réseau de corridors écologiques de bonne qualité.

## Incertitudes
On manque de donnée sur l'évolution à long terme de ce type de sol. Le labour et griffage de sols forestiers après coupe rase et avant plantation ou régénération naturelle ont été souvent expérimentés, mais avec l'objectif de mesurer d'éventuels effets sur la concurrence arbres-adventices ou sur les taux de germination et de régénération d'arbres et non pour augmenter la qualité de la strate herbacée du point de vue de la floraison, du paysage, de la biodiversité, en tant que biotope pour les abeilles, coléoptères et papillons, auxiliaires de l'agriculture ou de la sylviculture, gibier, etc.
Faute d'évaluations assez poussées, on ignore en particulier le devenir, selon les contextes hydrogéologiques et pédologiques et à moyen ou long terme, de l'azote et du phosphore piégés dans la couche profonde. Le cycle du phosphore est encore mal compris, notamment dans l'écosystème forestier où le phosphore est un facteur limitant, mais il semble de toute façon également perturbé dans les forêts classiquement gérées.
Des phénomènes d'inversion de couches de sols existent dans la nature sur les zones de glissements de terrain, ou plus localement dans les cônes de matériaux rejetés hors des terriers de pente ou talus creusés par les animaux fouisseurs tels que lapins, lièvres, blaireaux, mais dans ces cas le substrat est généralement naturellement délité ou mélangé et le phénomène ne touche que des surfaces relativement faibles. Les polémosylvosystèmes comprennent des sols retournés par les explosions, des tranchées comblées, etc., mais qui ne sont pas comparables non plus, et qui n'ont été que peu étudiés.
Dans la mesure du possible, et par précaution, l'inversion de sol devrait être évitée dans les zones longtemps inondables et dans les cuvettes humides où l'on peut craindre d'éventuels phénomènes localisés d'anoxie susceptible d'induire des problèmes de botulisme chez les animaux fouisseurs, mais ces phénomènes seraient a priori assez comparables à ce qui se produit sous un labour (après un retournement de prairie par exemple) et leur bilan global ne serait pas nécessairement négatif ; seules des investigations scientifiques pourraient répondre à ces questions.
Cette technique rassemble les atouts et avantages du scrappage (mise au jour de la cryptobanque de graines du sol) et du labour (qui fragilise le sol face à l'érosion, mais enfouit les graines d'adventices, propagules d'insectes, spores, larves et œufs déposés en surface, au profit d'une moindre "concurrence" pour les plantules qui émergeront les premières à partir du semis ou dont les graines auront été apportées par le vent ou des animaux (zoochorie))
Dans un premier temps les plantes messicoles peuvent prospérer, mais elles seront peu à peu victimes de la concurrence avec les autres pionnières et espèces secondaires des sols oligotrophes.

## En agriculture
Les effets notoires sur le rendement du labour de défonçage restent confinés aux zones arides à faible rendement.
Sur un sol podzolisé, par exemple après une plantation peu judicieuse de pins en plaine, les éléments nutritifs se trouvent immobilisés en profondeur. Ce type de labour trouve alors sa vraie utilité : au lieu d'appauvrir le sol en éléments, sa fonction devient de l'enrichir. Un unique passage permet de remettre ces éléments en surface. Le sol retrouve rapidement une fertilité permettant d'implanter une nouvelle culture.
La technique a été appliquée à l'agriculture du riz paddy et du blé en zone semi-aride, avec succès semble-t-il en Inde dans le district de Ranga. La méthode semble pouvoir aider les racines à gagner les couches profondes à la fois plus fraîches et plus riches (puisqu'on y a enfoui le sol riche superficiel). Les rendements en riz et en blé peuvent doubler, sans utilisation d'engrais selon cette expérience indienne certifiée par les scientifiques d'un laboratoire indien spécialisé dans l'agriculture en zone aride.

## Expériences anglaises
Le projet « Soil inversion », initié par des ONG (Landlife et Wood Trust), a débuté en 2002, soutenu par l'État, l'Europe et deux fondations Esmeé Fairbairn Foundation et John Ellerman Foundation a permis la réalisation de 35 projets (état 2008).